# Kaussjärv
Kaussjärv (est. Kaussjärv (Rõuge Mõisajärv))) – jezioro w Estonii, w prowincji Võrumaa, w gminie Rõuge. Należy do pojezierza Haanja (est. Hannja järved). Położone jest w obszarze miasta Rõuge. Ma powierzchnię 2,3ha linię brzegową o długości 562 m, długość 180 m i szerokość 145 m. Sąsiaduje m.in. z jeziorami Rõuge Ratasjärv, Rõuge Valgjärv, Rõuge Liinjärv, Rõuge Suurjärv, Tõugjärv, Kahrila. Położone jest na terenie obszaru chronionego krajobrazu Haanja (est. Haanja looduspark).